# Kwame Anthony Appiah
Pour les articles homonymes, voir Appiah.
 (août 2023).
Kwame Anthony Appiah est un philosophe ghanéen né en 1954. Il s’intéresse notamment à la théorie politique et morale, à la philosophie du langage et à l’histoire culturelle africaine.

## Biographie
Kwame Anthony Appiah est né à Londres, a grandi à Kumasi (Ghana) et a suivi des études à l’école Bryanston, dans le Dorset, puis au Clare College de Cambridge où il a obtenu son doctorat en philosophie. Son père était Joe Appiah, homme politique et avocat ghanéen et sa mère Peggie Cripps, auteur de livres pour enfant dont le père était Stafford Cripps.
Il a enseigné la philosophie et les études africaines et afro-américaines à l’Université du Ghana, à Cambridge, Duke, Cornell, Yale, Harvard et Princeton. Il a aussi fait partie du comité du PEN club et a été l’un des juges du PEN/Newman’s Own. Il est ouvertement homosexuel et vit en couple dans le quartier de Chelsea sur l’île de Manhattan.
Il a étroitement collaboré avec Henry Louis Gates Jr. avec qui il dirige le magazine Transition (en).
En 1992 il publie In My Father’s House, livre pour lequel il gagne le prix Herskovitz pour les études afro-américaines en anglais. Par la suite il publie Colour Conscious avec Amy Gutmann, The Ethics of Identity (2005) et Cosmopolitanism: Ethics in a World of Strangers (2006).
Ses premiers travaux concernaient principalement la sémantique et la théorie du sens alors que les plus récents concernent les problèmes philosophiques de la race et du racisme, de l’identité et de l’axiologie. Ses trois romans sont des histoires policières qui n’ont pas suscité beaucoup d’intérêt : Avenging Angel, Nobody Likes Letitia et Another Death in Venice.

## Critiques
Appiah a été fortement critiqué par Molefi Asante qui lui reproche d’être probablement "anti-Africain".

## Citations
- "Nous pouvons vivre ensemble sans être d'accord sur les valeurs."[3]
- "C'est mon peuple - le peuple des êtres humains - qui a construit la Grande Muraille de Chine, la tour Chrysler, la chapelle Sixtine."[3]

## Œuvres

### Philosophie
- Assertion and Conditionals (1985)
- For Truth in Semantics (1986)
- Necessary Questions: An Introduction to Philosophy (1989)
- In My Father's House: Africa in the Philosophy of Culture (1992)
- Color Conscious: The Political Morality of Race (1992)
- Bu Me Bé: The Proverbs of the Akan (1996)
- Kosmpolitische Patriotismus (2002)
- Africana: The Concise Desk Reference (2003)
- Thinking It Through: An Introduction to Contemporary Philosophy (2003)
- Cosmopolitanism: Ethics in a World of Strangers (2006) -
- Experiments in Ethics (2008)
- The Honor Code: How Moral Revolutions Happen (2010)

- The Lies that Bind, Rethinking Identity (Norton, 2018). Traduit en français sous le titre : Repenser l'identité, Ces mensonges qui unissent (Grasset, 2021).

### Romans
- Another Death in Venice: A Sir Patrick Scott Investigation (1995)
- Nobody Likes Letitia (1994)
- Avenging Angel (1991)

## Œuvres traduites en Français
- Pour un nouveau cosmopolitisme, trad. Agnès Botz, Paris, Odile Jacob, 2008

- Le Code de l'honneur: comment surviennent les révolutions morales, trad. Jean François Sené, Paris, Gallimard, 2012
- Repenser l'identité: ces mensonges qui unissent, trad. Nicolas Richard, Paris, Grasset, 2021

## Distinctions

### Prix
- 1993 : Prix Anisfield-Wolf pour In My Father's House
- 1993 : Prix Herskovits (en) pour In My Father's House: Africa in the Philosophy of Culture
- 2007 : Médaille d'or du prix littéraire Arthur Ross (en)
- 2011 : National Humanities Medal
- 2001 : Freedom to Create Prize (en)

### Honneurs
- Fellow de l'Académie américaine des arts et des sciences
- 2012 : Doctorat honoris causa de l'Université Harvard[4]
- 2016 : Anthony Appiah est investi Chef tribal du peuple Ashantis de Nyaduom, la tribu ancestrale de sa famille.
- 2017 : Fellow de la Royal Society of Literature[5]